# جائزة كلفن
جائزة كلفن هي ميدالية تقدم من معهد الفيزياء. قدمت لأول مرة عام 1994 وسميت تيمنًا بالعالِم لورد كلفن. تمنح الجائزة كل عام إلى الأفراد الذين يشاركون في التوعية الفيزيائية والتي تظهر المساهمات المتميزة في فهم العامة للفيزياء.
(يجب عدم الخلط بينها وبين «ميدالية كلفن الذهبية» التي تمنحها لجنة من رؤساء المعهد الهندسي).

## المستلمون
- 1996: فرانك كلوز
- 1997: براين ديلف
- 1998: ليزلي جلاسر
- 1999: جون أنتوني سكوت
- 2000: كولن همفريز
- 2001: بول ديفز
- 2002: بيتر كالموس
- 2003: بيتر برهام
- 2004: مايكل وويندي غلوياس
- 2005: هيذر ريد
- 2006: كاثي سايكس
- 2007: تشارلز جنكينز [3]
- 2008: سايمون سينغ [4]
- 2009: جون دي بارو [5]
- 2010: براين كوكس [6]
- 2011: جيم الخليلي [7]
- 2012: جراهام فارميلو [8]
- 2013: جيف فرشاو [9]
- 2014: تيم أوبراين،[10]  تيريسا أندرسون [10]
- 2015: كريس لينتوت [11]
- 2016: برادي هارن، مايكل ميريفيلد وفيليب موريارتي [12]
- 2017: ويندي سادلر [13]
- 2018: هيلين كيرسكي